# 2014年至2015年NBA賽季
2014-15 NBA賽季是NBA聯盟第69個賽季。本賽季在2014年10月28日正式開始，直至2015年4月15日。聯盟现有30隊隊伍，本賽季進行82場的賽事。在所有赛季中賽事完畢後，東岸和西岸的前八名球隊就能進入NBA季后賽以晉身同年6月舉行的NBA总决赛。

## 大事紀
- 本赛季，共计签约了来自37个国家和地区的107位外籍球员，这也打破了NBA历史记录，数量比上赛季增加了10%。在这37个国家和地区中，加拿大籍球员最多，达到12位。NBA赛事将会覆盖215个国家和地区，同时使用47种语言进行播放。
- 与此同时在季后赛，共有来自29个国家和地区的58名国际球员出现在2014-15赛季的NBA季后赛球队球員名单上。这一数字创造了历史新高。而公牛队是目前季后赛国际球员最多的球队。
- 本赛季的新秀们原本是被大家看好的新一代，但是由于多位新秀受重伤，被戏称为“玻璃一代”。
- 詹姆斯重返骑士队，加索尔加盟公牛队，皮尔斯加盟奇才队，卡特加盟灰熊队。
- 步行者球星-保罗·乔治因在美国队的一场队内对抗赛中受伤，被诊断为右小腿严重骨折并且赛季报销。但其後宣佈因康復進程良好，有機會在3月復出。
- 灰熊队的希腊后卫-尼克·卡拉希斯由于受了上赛季禁赛的影响，将不能参加17场常规赛。
- 湖人队的加拿大球星史蒂夫·纳什因为背部伤势反复而赛季报销。目前已经正式退役。
- 今年有四位球星因伤缺席全明星正赛，分别是科比，韦德，格里芬和安东尼·戴维斯。
- 2014年11月19日, NBA主席亚当·萧华宣布，黄蜂队前锋-杰夫·泰勒因为家庭暴力事件被禁赛24场。
- 2014年12月16日公鹿队的選秀榜眼-贾巴里·帕克因为左膝十字韧带撕裂而赛季报销。
- 2015年1月15日，凯尔特人与快船、太阳达成了三方交易。奥斯汀·里弗斯被交易到了快船队，由于父亲道格·里弗斯执教的球队是快船，所以成为NBA历史上第一对父子档。
- 2015年1月26日，右肩旋轉肌群有撕裂傷的洛杉磯湖人球星柯比·布萊恩，於28日接受手術，確認他生涯第19個球季提前報銷。
- 2015年2月10日，馬刺客場迎戰溜馬，聖安東尼奧馬刺擊敗了印第安那溜馬．波波维奇成為NBA歷史上第九位贏得1000勝的總教練。
- 加内特重返森林狼队。
- 安东尼进行手术而赛季报销，波什因为肺部出现血块而赛季报销，杜兰特也赛季报销。格里芬、霍华德均遭遇伤病。

## 里程碑

### 個人
- 约什·史密斯在本赛季分别为活塞队和火箭队打了28场和55场比赛，一共加起来刚好参加了83场比赛，成为第六位为两支球队打83场比赛的球员。
- 2014年10月28日，马刺险胜獨行俠，蒂姆·邓肯14分13篮板，第14次在赛季揭幕战比赛中得到两双，历史之最。
- 科怀·伦纳德因为眼疾未愈而缺席本场比赛，成为第四位缺席球队揭幕战的总决赛MVP。
- 马刺队主教练波波维奇赛季揭幕战17胜1负，这一胜率NBA历史最高。领先于菲尔·杰克逊、奥尔巴赫、菲利普·桑德斯和保罗·西拉斯等人。
- 鹈鹕大胜魔术，安东尼·戴维斯得到26分17篮板9盖帽，这一数据足以比肩联盟多位传奇巨星。也是自从1973-74赛季盖帽正式进入技术统计以来，第三位在赛季揭幕战贡献至少9次封盖的球员。也是自从1974年内特·瑟蒙德以来第一位在赛季揭幕战至少打出9次封盖的球员。还是自从1989-90赛季的奥拉朱旺以来，第一位在比赛中至少得到26分17篮板9盖帽和3抢断的球员。
- 尽管输掉了比赛，但魔术队的尼克拉·武切维奇攻下15分和23个篮板4次盖帽，成为1973-74赛季开始正式统计盖帽以来，第四位在球队揭幕战砍下至少15分20篮板4盖帽的球员，
- 2014年10月29日，灰熊击退森林狼，熊二-马克·加索尔得到了32分，刷新了个人职业生涯得分纪录。此外，还有9个篮板3个助攻2个盖帽2个抢断。
- 2014年10月31日，骑士战胜公牛，詹姆斯砍下36分，生涯总得分达到23223分，超越文斯-卡特(23194分)升至NBA历史得分榜第25位。
- 乐福连续两场至少14个篮板，他成为骑士队史上首位前两场均拿下至少14个篮板的球员。
- 特里斯坦·汤普森抢下13个篮板，其中为12个进攻篮板，单场进攻篮板数刷新了生涯纪录，同时也追平了队史纪录。
- 76人新秀纳伦斯·诺埃尔赛季前两场比赛均拿下3个盖帽，这是自1985年以来第6位球员拿下该数据。
- 2014年11月2日，纽约尼克斯战胜黄蜂，安东尼凭借首节的三分命中，生涯得分达到了20000。是联盟历史上第44位“两万分”先生。也是联盟现役第三、历史上第6年轻的两万分先生。
- 2014年11月17日，獨行俠107-80大胜黄蜂，德克·诺维茨基得到13分，职业生涯总得分突破27000大关，达到27002分。他也和迈克尔-乔丹、卡尔-马龙、科比-布莱恩特一起，成为联盟历史上四位效力同一支球队达到27000分的球星。
- 2014年11月18日，湖人114-109战胜老鹰，科比得到28分，生涯得分突破32000分，达到32001分，距离第三位的迈克尔-乔丹仅差291分。
- 2014年12月15日。湖人100比94战胜森林狼，科比得到26分，职业生涯总得分达到32310分，超越迈克尔-乔丹(32292分)，升至NBA历史得分榜第3位。
- 2014年12月27日。獨行俠102比98战胜湖人，德克·诺维茨基得到14分，职业生涯总得分达到27322分，超越埃爾文·海斯(27313分)，升至NBA历史得分榜第8位。
- 2015年1月6日。獨行俠96比88战胜籃网，德克·诺维茨基得到15分，职业生涯总得分达到27412分，超越摩西·马龙(27409分)，升至NBA历史得分榜第7位。
- 2015年3月12日。骑士128比125击败马刺，欧文得到57分，刷新本赛季个人单场得分纪录，还创造了骑士队史单场得分新纪录，这也是其个人职业生涯最高分。
- 2015年4月2日。獨行俠战胜雷霆，德克·诺维茨基前三节比赛得到18分，生涯总得分超过28000分。
- 2015年4月7日。马刺战胜雷霆，邓肯、帕克和马努同时出战，这是他们同时出场的第730场比赛，超越了绿军的“Big3”拉里-伯德、凯文-麦克海尔和罗伯特-帕里什，成为了NBA历史上同时出场次数最多的三人组。
- 拉塞爾·維斯布魯克雖然以場均28.0分榮奪本賽季得分王，但其球隊俄克拉何马城雷霆最後一場輸波僅排第九無緣季後賽。成爲自2003-04 NBA賽季的特雷西·麦克格雷迪之後首位常規賽得分王無緣季後賽。

### 球队
- 本赛季，湖人队以21胜61负创下了队史胜率最低的纪录，也是球队搬入洛杉矶以来的最差纪录。同时有多达9位球员（科比、纳什、林书豪、兰德尔、尼克杨、泽维尔·亨利、罗尼·普莱斯、韦恩·艾灵顿和德怀特·拜克斯）都因伤病赛季报销，成为单赛季球员报销数最多的球队。
- 纽约尼克斯16连败，刷新了队史连败纪录。
- 老鹰19连胜，刷新了队史连胜纪录。
- 西南赛区的五支球队全部进入季后赛，自2006年以来首次。东部的中部赛区曾在2006年全部打进了季后赛。
- 2014年10月28日，火箭战胜爵士，取得开赛两连胜，这也是他们自从2008-09赛季以来首次开赛连续赢对手两位数。
- 2014年10月30日，明尼苏达森林狼在主场97-91战胜底特律活塞，这是森林狼对活塞队的九连胜，同时这也是森林狼对任何球队所保持的最长连胜记录。
- 2014年11月1日, 凯尔特人在不敌火箭的比赛中，3分球25投仅1中。凯尔特人队成为了联盟历史上第一支3分球25+投却只中1的球队。
- 湖人在新赛季遭遇4连败，这是队史自1957年以来0胜4负开赛最差战绩。也使得湖人成为联盟56个赛季以来，拥有最差开赛纪录的球队。
- 2015年3月20日，在過去二十年老鷹隊成為不設在佛羅里達州的第一支NBA的奪得東南賽區他們的第一個分區冠軍。
- 2015年3月25日，勇士今天在波特蘭靠著第3節反撲扭轉戰局，最終122比108擊敗拓荒者，正式登上睽違39年的太平洋組龍頭寶座。
- 2015年3月26日，今天103比116遭到逆轉輸給公牛靠著熱火93比86擊敗塞爾提克，正式挺進季後賽。
- 2015年3月27日，老鷹99比86擊敗熱火，加上騎士98比106輸給籃網，確保贏得東區所有主場優勢。
- 2015年3月28日，勇士108比95擊敗公鹿，這也是勇士本季第60勝，刷新隊史單季最多勝紀錄，同時他們也確定奪下西區頭號種子，在整個西區季後賽都有主場優勢。
- 2015年3月31日，拓荒者109比86擊敗太陽，更重要的是西區第5張季後賽門票確定到手。塞爾提克116比104擊敗黃蜂，東區第5的巫師今天正式提前拿下季後賽門票。
- 2015年4月1日，馬刺103比91打退奧蘭多魔術，收下5連勝及季後賽門票，這也是他們連續18季晉級季後賽。
- 2015年4月3日，拓荒者客場107比77大勝湖人，加上雷霆92比100輸給灰熊，確定登上西北組冠軍。
- 2015年4月5日，今天與湖人進行本季第3場洛城內戰，不出意料地以106比78大勝，湖人則以56敗締造隊史單季最多敗紀錄。
- 2015年4月8日，騎士104比98擊敗公鹿，加上公牛103比105輸給魔術，繼2010年以來再度登上中央賽區王座，也確保穩固第二種子席位。
- 火箭不敌马刺，本场火箭一共命中了10记3分，单赛季3分命中数达到894记。超过了纽约尼克斯在2012-13赛季创造的NBA纪录，成为NBA历史上单赛季投进3分最多的球队。
- 2015年4月12日，密爾瓦基公鹿96比73大勝東區第8的布魯克林籃網，至此確定拿下季後賽門票。同时成为了历史上第一支在前一个赛季打出联盟最差战绩(15胜67负)，却在接下来的赛季晋级季后赛的球队。
- 2015年4月13日，芝加哥公牛113比86大勝東區第9的布魯克林籃網，吞下2連敗，在例行賽剩下最後1場時跌出東區前8名，這也讓波士頓塞爾蒂克確定晉級季後賽。而公牛在奪下3連勝後，確定在季後賽首輪會有主場優勢。
- 2015年4月15日，步行者队最终不敌灰熊队，不仅步行者队再次无缘季后赛，还有保罗·乔治又在比赛中受了重伤。
- 2015年5月1日，芝加哥公牛與密爾瓦基公鹿，終場比數（芝加哥公牛）120：66（密爾瓦基公鹿），芝加哥公牛大勝54分，這是NBA季後賽史上第二次的最大勝分紀錄。「第一次的最大勝分紀錄，1956年明尼亞波里斯湖人(洛杉磯湖人)曾經在西區準決賽第二場以133比75聖路易老鷹(亞特蘭大老鷹)，明尼亞波里斯湖人大勝58分。」

## 常規賽
最後更新：2015年4月17日
|  | 分岸冠軍   |
|  | 分區冠軍   |
|  | 進入季後賽 |

### 東岸
| 球隊               | 勝 | 負 | 勝率 | 勝差 |
| ------------------ | -- | -- | ---- | ---- |
| 多倫多暴龍 (4)     | 49 | 33 | .598 | -    |
| 波士頓塞爾提克 (7) | 40 | 42 | .488 | 9    |
| 布魯克林籃網 (8)   | 38 | 44 | .463 | 11   |
| 費城76人           | 18 | 64 | .220 | 31   |
| 紐約尼克           | 17 | 65 | .209 | 32   |

| 球隊             | 勝 | 負 | 勝率 | 勝差 |
| ---------------- | -- | -- | ---- | ---- |
| 克利夫蘭騎士 (2) | 53 | 29 | .646 | -    |
| 芝加哥公牛 (3)   | 50 | 32 | .610 | 3    |
| 密爾瓦基公鹿 (6) | 41 | 41 | .500 | 12   |
| 印第安那溜馬     | 38 | 44 | .463 | 15   |
| 底特律活塞       | 32 | 50 | .390 | 21   |

| 球隊             | 勝 | 負 | 勝率 | 勝差 |
| ---------------- | -- | -- | ---- | ---- |
| 亞特蘭大老鷹 (1) | 60 | 22 | .732 | -    |
| 華盛頓巫師 (5)   | 46 | 36 | .561 | 14   |
| 邁阿密熱火       | 37 | 45 | .451 | 23   |
| 夏洛特黃蜂       | 33 | 49 | .402 | 27   |
| 奧蘭多魔術       | 25 | 57 | .305 | 35   |

### 西岸
| 球隊               | 勝 | 負 | 勝率 | 勝差 |
| ------------------ | -- | -- | ---- | ---- |
| 休士頓火箭 (2)     | 56 | 26 | .682 | -    |
| 孟菲斯灰熊 (5)     | 55 | 27 | .671 | 1    |
| 圣安东尼奥马刺 (6) | 55 | 27 | .671 | 1    |
| 達拉斯獨行俠 (7)   | 50 | 32 | .610 | 6    |
| 紐奧良鵜鶘 (8)     | 45 | 37 | .549 | 11   |

| 球隊             | 勝 | 負 | 勝率 | 勝差 |
| ---------------- | -- | -- | ---- | ---- |
| 波特蘭拓荒者 (4) | 51 | 31 | .622 | -    |
| 俄克拉何马城雷霆 | 45 | 37 | .549 | 6    |
| 猶他爵士         | 38 | 44 | .463 | 13   |
| 丹佛金塊         | 30 | 52 | .366 | 21   |
| 明尼蘇達灰狼     | 16 | 66 | .195 | 35   |

| 球隊           | 勝 | 負 | 勝率 | 勝差 |
| -------------- | -- | -- | ---- | ---- |
| 金州勇士 (1)   | 67 | 15 | .817 | -    |
| 洛杉磯快艇 (3) | 56 | 26 | .683 | 11   |
| 鳳凰城太陽     | 39 | 43 | .476 | 28   |
| 沙加緬度國王   | 29 | 53 | .354 | 38   |
| 洛杉磯湖人     | 21 | 61 | .256 | 46   |

## 2014-15 NBA賽季 統計數字領先者
| 類別                 | 球員              | 隊伍             | 統計數字 |
| -------------------- | ----------------- | ---------------- | -------- |
| 每場平均得分         | 羅素·維斯特布魯克 | 俄克拉何马城雷霆 | 28.1分   |
| 每場平均籃板         | 德安德魯·喬丹     | 洛杉磯快艇       | 15.0個   |
| 每場平均助攻         | 克里斯·保罗       | 洛杉磯快艇       | 10.2次   |
| 每場平均抢断         | 科懷·倫納德       | 聖安東尼奧馬刺   | 2.31個   |
| 每場平均阻攻         | 安東尼·戴維斯     | 紐奧良鵜鶘       | 2.94次   |
| 每場平均失誤         | 拉塞爾·維斯布魯克 | 俄克拉何马城雷霆 | 4.4次    |
| 每場平均犯規         | 德马库斯·考辛斯   | 沙加緬度國王     | 4.1次    |
| 每場平均上場時間     | 吉米·巴特勒       | 芝加哥公牛       | 38.7分   |
| 每場平均命中率       | 德安德魯·喬丹     | 洛杉磯快艇       | 71.0%    |
| 每場平均罰球命中率   | 史蒂芬·庫里       | 金州勇士         | 91.4%    |
| 每場平均三分球命中率 | 凱爾·科沃爾       | 亞特蘭大老鷹     | 49.2%    |

## NBA獎項
- 最有價值球員：斯蒂芬·科里（金州勇士）
- 最佳新人：安德鲁·维金斯（明尼苏达森林狼）
- 最佳防守球員：科懷·倫納德（聖安東尼奧馬刺）
- 最佳第六人：路·威廉姆斯（多倫多暴龍）
- 最佳進步球員：吉米·巴特勒（芝加哥公牛）
- 最佳教練：迈克·布登霍尔泽（亞特蘭大老鷹）
- 最佳經理：鮑伯·梅耶斯（金州勇士）
- 最佳運動精神獎：凱爾·柯佛（亞特蘭大老鷹）

NBA最佳阵容一隊：
- 前鋒：安東尼·戴維斯（紐奧良鵜鶘）
- 前鋒：雷霸龍·詹姆士（克里夫蘭騎士）
- 中鋒：馬克·蓋索（曼斐斯灰熊）
- 後衛：詹姆士·哈登（休士頓火箭）
- 後衛：斯蒂芬·科里（金州勇士）

NBA最佳阵容二隊：
- 前鋒：拉瑪庫斯·阿爾德里奇（波特蘭拓荒者）
- 前鋒：保羅·蓋索（芝加哥公牛）
- 中鋒：德马库斯·考辛斯（沙加緬度國王）
- 後衛：羅素·維斯布魯克（俄克拉何马城雷霆）
- 後衛：克里斯·保羅（洛杉磯快艇）

NBA最佳阵容三隊：
- 前鋒：布雷克·葛里芬（洛杉磯快艇）
- 前鋒：提姆·鄧肯（聖安東尼奧馬刺）
- 中鋒：德安德魯·喬丹（洛杉磯快艇）
- 後衛：克雷·湯普森（金州勇士）
- 後衛：凱里·厄文（克里夫蘭騎士）

NBA最佳防守阵容一隊：
- 前鋒：科懷·倫納德（聖安東尼奧馬刺）
- 前鋒：德雷蒙德·格林（金州勇士）
- 中鋒：德安德魯·喬丹（洛杉磯快艇）
- 後衛：托尼·阿伦（曼斐斯灰熊）
- 後衛：克里斯·保羅（洛杉磯快艇）

NBA最佳防守阵容二隊：
- 前鋒：安東尼·戴維斯（紐奧良鵜鶘）
- 前鋒：提姆·鄧肯（聖安東尼奧馬刺）
- 中鋒：安德魯·博古特（金州勇士）
- 後衛：吉米·巴特勒（芝加哥公牛）
- 後衛：約翰·沃爾（華盛頓巫師）

NBA最佳新秀阵容一隊：
- 前鋒：安德魯·威金斯（明尼蘇達灰狼）
- 前鋒：尼古拉·米羅蒂奇（芝加哥公牛）
- 中鋒：諾倫斯·諾爾（費城76人）
- 後衛：埃爾弗里德·佩頓（奧蘭多魔術）
- 後衛：喬丹·克拉克森（洛杉磯湖人）

NBA最佳新秀阵容二隊：
- 前鋒：博揚·博格丹諾維奇（布魯克林籃網）
- 前鋒：蘭斯頓·加洛韋（紐約尼克）
- 中鋒：約瑟夫-紐基奇（丹佛金塊）
- 後衛：马库斯·斯马特（波士頓塞爾提克）
- 後衛：扎克·拉文（明尼蘇達灰狼）

## 外部連結
- NBA官方网站（页面存档备份，存于）
- NBA球员统计数据库
- NBA中国数据库（页面存档备份，存于）

| 前任： 2013-14 NBA赛季 | NBA赛季 2014-15 | 繼任： 2015-16 NBA赛季 |